# Eclipse Sirius
O Eclipse Sirius é um projeto de software de código aberto da Fundação Eclipse . Essa tecnologia permite que os usuários criem modelos gráficos personalizados aproveitando as tecnologias de Modelagem do Eclipse, incluindo EMF e GMF . O ambiente de trabalho de modelagem criado é composto de um conjunto de editores do Eclipse (diagramas, tabelas e árvores) que permitem que os usuários criem, editem e visualizem modelos EMF.

## História
Sirius é o resultado de uma parceria lançada em 2007 entre a Thales e a Obeo. O objetivo inicial era fornecer um ambiente de trabalho genérico para engenharia de software baseada em modelos que pudesse ser adaptado para atender a necessidades específicas.
Em 2013, o projeto foi lançado no Open Source sob o escopo da Eclipse Foundation. O Sirius é integrado aos lançamentos anuais da plataforma Eclipse.

## Princípios
O Sirius permite a especificação de um `workbench` de modelagem em termos de editores gráficos, de tabelas ou de árvore com regras e ações de validação usando descrições declarativas. Todas as características e comportamentos da forma podem ser configurados com mínimo conhecimento técnico. Essa descrição é interpretada dinamicamente para materializar o ambiente de trabalho na IDE do Eclipse. Nenhuma geração de código está envolvida, quem está criando o  workbench pode ter feedback instantâneo enquanto adapta a descrição. Depois de concluído, o ambiente de trabalho de modelagem pode ser implementado como um plug-in padrão do Eclipse.
O Sirius fornece um conjunto de representações personalizáveis e dinâmicas. Essas representações podem ser combinadas e personalizadas de acordo com o conceito de `Viewpoint`, inspirado na norma ISO / IEC 42010 . As visualizações, dedicadas a um ponto de vista específico, podem adaptar a exibição e o comportamento, dependendo do estado do modelo e da preocupação atual. As mesmas informações também podem ser representadas simultaneamente por meio de editores de diagramas, tabelas ou árvores.
Do ponto de vista dos desenvolvedores, o Sirius oferece:
- A capacidade de definir workbenches fornecendo editores, incluindo diagramas, tabelas ou árvores.
- A capacidade de integrar e implementar o ambiente mencionado acima nos aplicativos Eclipse IDE ou RCP.
- A capacidade de personalizar ambientes existentes por especialização e extensão.

Do ponto de vista do usuário final, o Sirius oferece:
- Editores de modelagem ricos e especializados para projetar seus modelos.
- Sincronização entre esses diferentes editores.

## Usos
O Sirius é usado principalmente para projetar sistemas complexos (sistemas industriais ou aplicativos de TI). O primeiro caso de uso foi o Capella, um workbench de engenharia de sistemas que contribuiu para o Eclipse Working Group PolarSys em 2014 pela Thales.
A galeria Sirius no site do projeto lista alguns dos projetos usando o Sirius.
A última versão do Sirius é compatível com a seguinte versão do Eclipse:
- Eclipse Oxygen
- Eclipse Neon

Sirius é baseado no framework de modelagem EMF. Assim, é compatível com qualquer ferramenta que possa produzir modelos compatíveis com EMF.

## Comunidade e comunicação
A comunidade Sirius está reunida em torno da parte Sirius do site da Fundação Eclipse. A documentação do Sirius está acessível on-line na Central de Ajuda do Eclipse e no wiki do projeto Sirius.